# The Corre
Pour les articles homonymes, voir Corre (homonymie).
Palmarès
Champions par équipes de la WWE (2 fois) - Slater et Gabriel
Champion Intercontinental (1 fois) - Barrett
The Corre est un clan de catcheurs formé en janvier 2011, le groupe luttait dans la division SmackDown appartenant à la fédération de catch américaine World Wrestling Entertainment (WWE). Ce clan est composé d'anciens membres d'un autre clan la Nexus, notamment son ex-meneur Wade Barrett, mais également Justin Gabriel et Heath Slater. Ezekiel Jackson se trouvait également dans le clan pendant un certain temps. Leur séparation a eu lieu lors du Smackdown du 10 juin 2011 après une défaite face aux Usos et Ezekiel Jackson.
Durant l'existence de The Corre Wade Barrett a été champion intercontinental de la WWE, Heath Slater et Justin Gabriel ont eux remporté le championnat par équipe unifié de la WWE à deux reprises.

## Histoire

### World Wrestling Entertainment (2011)

#### Formation du clan

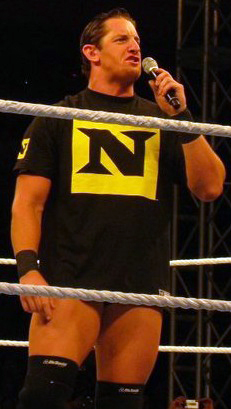
Wade Barrett a manqué par quatre fois de décrocher le titre de Champion de la WWE.

Lors du Raw du 3 janvier 2011, Wade Barrett et CM Punk, alors nouveau membre de la Nexus, se disputent le contrôle du clan regroupant à ce moment, David Otunga, Justin Gabriel, Heath Slater, Michael McGillicutty et Husky Harris. Le manager général anonyme de Raw décide de mettre Wade Barrett dans un match en cage face à Randy Orton et « King » Sheamus. S'il gagne il aura le droit d'affronter le champion de la WWE The Miz au Royal Rumble et de garder le contrôle du clan. Or, après une intervention de CM Punk du haut de la cage, qui lui arrache son brassard de la Nexus et le repousse dans la cage, celui-ci est banni du clan ; Randy Orton est le vainqueur du match. Barrett se rend donc dans l'autre division de la WWE, SmackDown, où il attaque le Big Show pendant son match, commençant une rivalité avec celui-ci.
Lors du Raw du 10 janvier, les membres de la New Nexus de CM Punk doivent passer un rituel d'initiation. Heath Slater et Justin Gabriel, qui doivent se battre l'un contre l'autre avec des shinai (kendo stick), refusent et sont renvoyés du clan.
C'est lors du Smackdown du 14 janvier que tous les membres se retrouvent sur le même ring, durant le match entre Wade Barrett et le Big Show. Slater et Gabriel viennent prêter main-forte à leur ancien leader, accompagnés par la suite d'Ezekiel Jackson. La semaine suivante, Wade Barrett fonde The Corre en compagnie de ses deux anciens coéquipiers de la Nexus et de Jackson. Il ajoute que le clan n'a pas de leader. Lors de la même soirée, Justin Gabriel bat Edge, à la suite de quelques interventions et aides répétées des autres membres du clan, notamment Ezekiel Jackson.

#### Rivalités contre la New Nexus
La rivalité entre les deux parties remontent aux sources du Corre, puisque l'équipe s'est formée durant un match entre son leader Wade Barrett et le Big Show. Lors du SmackDown juste avant le Royal Rumble, The Corre fait face au Big Show, plus précisément Heath Slater. Ce dernier perd son match face à celui-ci. Mais par la suite, le clan intervient et commence à passer à tabac le Big Show. Des superstars de Raw et de SmackDown interviennent pour prendre la défense du géant.
Le 24 janvier, la New Nexus intervient dans le segment du champion du Monde Poids-Lourds Edge. CM Punk, leader de la faction, vante les mérites de son équipe, lorsque débarque le nouveau clan de Wade Barrett. À son tour, Barrett vante les mérites de son équipe et toutefois rappelle que CM Punk lui a volé la Nexus, mais que The Corre est maintenant supérieur. Le manager général de Raw décide de faire affronter les deux leaders lors du main event de la soirée. Le perdant de ce match bannira son clan du Royal Rumble, qui comporte cette année 40 catcheurs. Ce match est un match avec pour arbitre spécial John Cena, qui les fait perdre tous les deux par double disqualification. Cependant, le manager général de Raw estime que cette décision est de l'abus de pouvoir avant d'annoncer que les deux clans seront au Royal Rumble. Cette décision est rapidement suivie d'une bataille royale entre tout le roster de la fédération.
Lors du Royal Rumble, avant que le Royal Rumble match ne commence, The Corre attaque CM Punk, premier entrée sur le ring, suivi des membres de la New Nexus qui arrivent pour prendre la défense de leur leader. Ceci finit en bagarre générale entre les membres des deux clans. Finalement, aucun des deux clan ne remportera le match, remporté par Alberto Del Rio.

#### Rassemblement des titres
Lors du SmackDown du 4 février, Wade Barrett parvient à se qualifier pour l’Elimination Chamber match pour le Championnat du Monde Poids-Lourds d'Edge en battant le Big Show. Lors du SmackDown suivant, Barrett gagne à nouveau contre le Big Show. Plus tôt dans la soirée, Justin Gabriel gagne son match contre le Champion par équipes Vladimir Kozlov accompagné de son partenaire Santino Marella ; The Corre attaque les champions en titre, et plus tard le Big Show et Rey Mysterio.Justin Gabriel et Heath Slater perdent deux semaines plus tard un match contre les champions par équipe de la WWE par disqualification après une intervention des membres de The Corre.
Lors d'Elimination Chamber, grâce à une intervention d'Ezekiel Jackson, Justin Gabriel et Heath Slater remportent les Championnats par équipes. Wade Barrett, cependant, ne parvient pas à remporter l'Elimination Chamber match. Le lendemain à Raw, sur ordre du manager général, ils mettent en jeu leur titre contre John Cena et The Miz et perdent, mais juste après ils invoquent leur clause de rematch et regagnent leurs titres, pour un 3e règne (ils avaient déjà remporté le titre en tant que membres de la Nexus). Lors du SmackDown du 4 mars, ils remettent leur titre en jeu contre Santino Marella et Vladimir Kozlov, match qu'ils gagnent. Plus tard dans la soirée, ils aident Kane contre le Big Show en lui donnant une chaise mais celui-ci arrive à s'emparer de la chaise et chasse les membres de The Corre du ring. Lors du SmackDown du 10 mars, Wade Barrett perd contre Kane par disqualification à la suite des interventions de The Corre mais le Big Show intervient et sauve Kane. Barrett perd ensuite avec Heath Slater par disqualification contre Big Show et Kane à la suite d'une nouvelle intervention du groupe. Après le match, le Big Show réussit à assommer Ezekiel Jackson et Wade Barrett et fait fuir Justin Gabriel et Heath Slater. Lors du SmackDown du 18 mars, Slater et Gabriel remettent leur titre en jeu et perdent contre Big Show et Kane par disqualification, à la suite d'un accrochage avec l'arbitre. Ils conservent cependant les titres. Lors du SmackDown du 25 mars, Wade Barrett remporte le Championnat Intercontinental face à Kofi Kingston. C'est son premier titre à la WWE. 
À WrestleMania XXVII, les quatre membres de The Corre affrontent Kane, Big Show, Santino Marella et Vladimir Kozlov, remplacé par Kofi Kingston pour blessure causée par le clan lors du WrestleMania Axxess, dans un 8-man Tag Team Match et perdent. Le lendemain soir à Raw, The Corre attaque John Cena et The Rock, qui prennent le dessus.

#### Pressions, perte des titres et séparation
Lors du SmackDown du 15 avril, les membres de The Corre participent à une Battle Royal de 20 lutteurs, pour devenir challenger no 1 au Championnat du Monde Poids-Lourds, laissé vacant par Edge ; lors de cette Battle Royal, Justin Gabriel élimine Wade Barrett et se fait éliminer à son tour. Lors du SmackDown du 22 avril, Heath Slater et Justin Gabriel perdent les titres par équipes au profit du Big Show et de Kane. En coulisses, Slater et Gabriel parlent de leur défaite jusqu'à ce que Slater pousse violemment Justin contre le sol. Lors du SmackDown du 29 avril juste après le draft de Raw, ils perdent à nouveau contre le Big Show et Kane. Lors d'Extreme Rules, Wade Barrett et Ezekiel Jackson perdent une chance de devenir champions par équipes dans un Tag Team Lumberjack Match contre les champions en titres, Kane et Big Show.
Lors du SmackDown du 6 mai, Ezekiel Jackson gagne contre le Big Show à l'aide des membres du Corre. Après l'attaque, les membres du clan tentent d'amadouer Ezekiel Jackson, mais sans succès. Pendant cette même soirée, en coulisses une dispute éclate entre les membres du clan, Justin Gabriel, Heath Slater et Wade Barett passent ensuite à tabac Ezekiel Jackson. Il est donc exclu du clan, et réalise un face turn. Ezekiel Jackson défie Wade Barrett pour le titre Intercontinental à Over the Limit, match que Jackson remporte par disqualification avec les interventions de Gabriel et Slater. Lors du SmackDown du 27 mai, Ezekiel gagne contre Heath Slater par disqualification à la suite de l'intervention de The Corre. Lors du SmackDown du 10 juin 2011, ils perdent face à Ezekiel Jackson et les Usos. Plus tard dans la soirée, Justin Gabriel et Heath Slater annoncent à Wade Barrett qu'ils quittent The Corre après que Wade Barrett ait abandonné Slater et Gabriel lors d'un match par équipes et le clan se dissout. Lors de Capitol Punishment, Wade Barrett perd le titre Intercontinental contre Ezekiel Jackson.